# Ratchet & Clank
Ratchet & Clank er en serie af science fiction, handlingsorienterede videospil. Franchisen blev skabt og udviklet af Insomniac Games og udgivet af Sony Computer Entertainment til mange forskellige PlayStation-konsoller, såsom PlayStation 2, PlayStation 3, PlayStation 4 og Playstation 5. Hvert spil i serien er kun frigivet til Sony platforme, da immaterialret ejes af Sony Computer Entertainment.

## Spil
Her er de spil i Ratchet & Clank serien.
- 2002 - Ratchet & Clank
- 2003 - Going Commando
- 2004 - Up Your Arsenal
- 2005 - Gladiator (også undertitlen Deadlocked)
- 2007 - Size Matters
- 2007 - Future: Tools of Destruction
- 2008 - Secret Agent Clank
- 2008 - Future: Quest for Booty
- 2009 - Future: A Crack in Time
- 2011 - All 4 One
- 2012 - Collection
- 2012 - Full Frontal Assault
- 2013 - Into the Nexus
- 2016 - Ratchet & Clank
- 2021 - Ratchet & Clank: Rift Apart